# Airto Moreira
Airto Guimorvan Moreira (5 august 1941 i Itaiópolis Brasilien) er en brasiliansk percussionist og trommeslager.
Moreira der var en af de ledende percussionister i sit land, blev allerede som 13 årig professionel, og kom til New York i 1967, sammen med sin kone sangerinden Flora Purim.
Her begyndte han at spille jazz, og blev hurtigt introduceret til de ypperligste musikere indenfor genren, som bl.a. Joe Zawinul, som introducerede ham for Miles Davis, som tog ham med i sin gruppe.
Moreira var med Davis i to år, og kom så med i gruppen Weather Report, på percussion. Han var faktisk gruppens originale percussionist. 
Han forlod gruppen, og kom med i Chick Corea´s Return To Forever, bare som trommeslager i stedet, og var bl.a. med på pladen Light As A Feather (1972), som i dag bliver betragtet som en af fusions musikkens klassikere.
Moreira har også spillet med feks. Cannonball Adderley, Jack DeJohnette, Wayne Shorter, Lee Morgan, Dizzy Gillespie, John McLaughlin, Keith Jarrett, Dave Holland, George Duke, Al Di Meola, Stan Getz, Paul Desmond etc. 
Han har haft en gruppe med sin kone Flora Purim, som har indspillet plader og turneret Verden rundt.

## Diskografi

### Udvalgte
- Bitches Brew – Miles Davis
- Weather Report – Weather Report
- Return to Forever – Return to Forever
- Light as a Feather – Return to Forever
- Captain Marvel – Stan Getz
- Phenix – Cannonball Adderley
- Butterfly Dreams – Flora Purim
- Soaring Through a Dream – Al Di Meola
- Rythmstick – Dizzy Gillespie
- United Nation Big Band – Live at Albert Hall – Dizzy Gillespie